# Eremophila vernicosa
Eremophila vernicosa är en flenörtsväxtart som beskrevs av Chinnock. Eremophila vernicosa ingår i släktet Eremophila och familjen flenörtsväxter. Inga underarter finns listade i Catalogue of Life.